# Франсіско Хосе Мерло де ла Фуенте
Франсіско Хосе Мерло де ла Фуенте (ісп. Francisco José Merlo de la Fuente; 1651—1709) — іспанський колоніальний чиновник, прокурор Санто-Домінго, суддя Панами й Чаркаса, виконував обов'язки президента Королівської авдієнсії Санта-Фе-де-Боготи після усунення від посади його попередника Гіля де Кабрери-і-Давалоса.